# Mumien von Illmersdorf

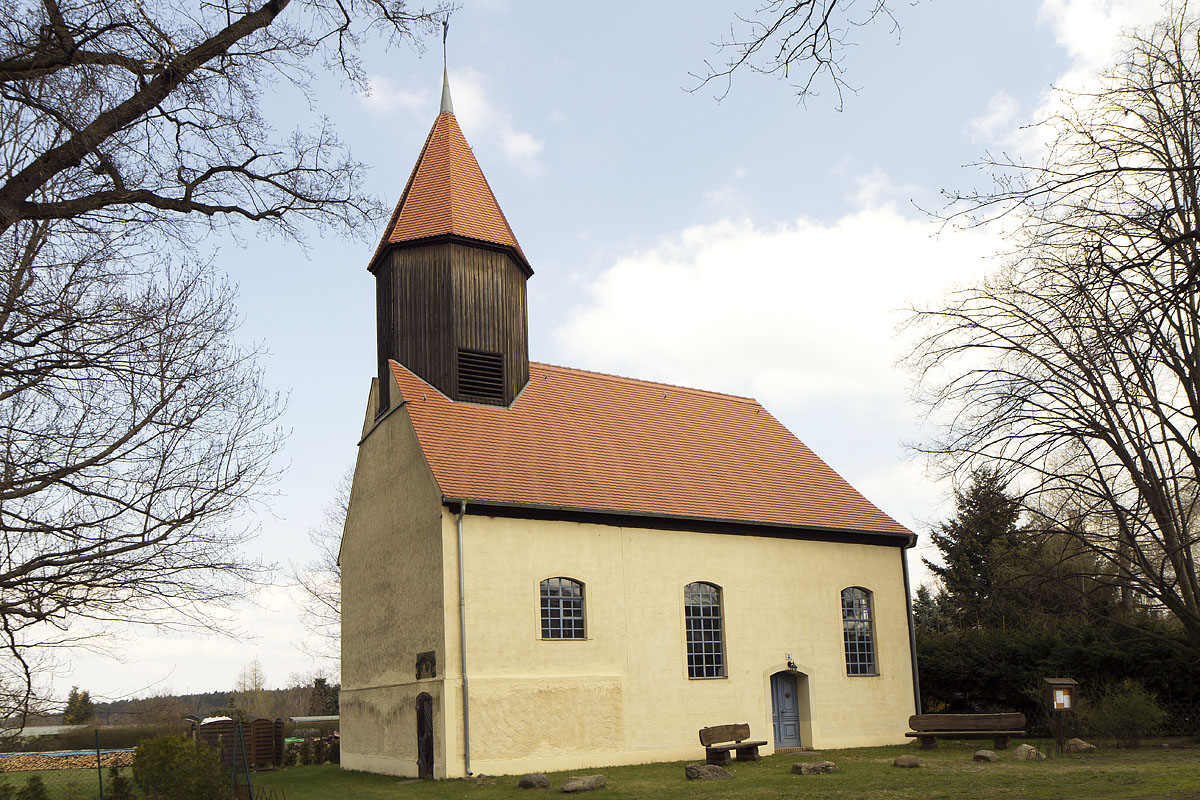
Kirche von Illmersdorf (Südseite). Unter dem kleineren linken Fenster befindet sich die Familiengruft mit den Mumien.

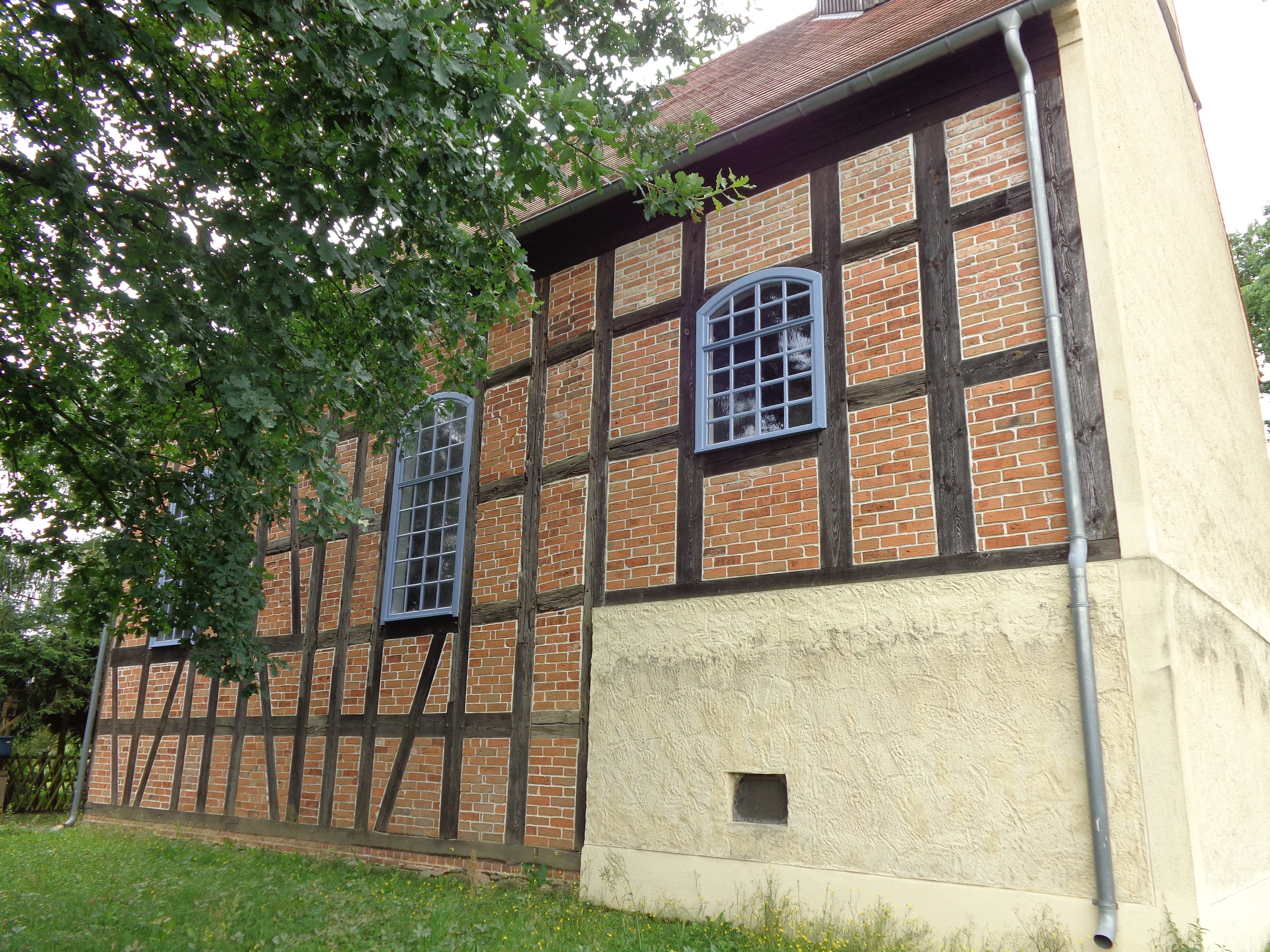
Kirche von Illmersdorf (Nordseite). Der verputzte Wandteil auf der Nordseite mit dem Lüftungsfenster zeigt die Ausmaße der Gruft.

Die Mumien von Illmersdorf sind elf mumifizierte Leichname, acht Erwachsene und zwei Kinder sowie ein Säugling, in zehn Särgen
in der Mumiengruft der Dorfkirche Illmersdorf im brandenburgischen Illmersdorf bei Drebkau. Die Mumien entstanden, ohne dass künstliche Mumifizierungsverfahren angewandt wurden. Fachleute vermuten, dass die Körper austrockneten und so mumifiziert wurden. Heute sind die Mumien aus dem Zeitraum 1748 bis 1821 eine Touristenattraktion. Fünf der insgesamt elf Mumien können durch eine Glasscheibe besichtigt werden. Die Mumien von Illmersdorf sind die einzigen der Lausitz und gelten als der größte Mumienschatz Brandenburgs.

## Geschichte

### Gut Illmersdorf der Familie Normann
Im Jahr 1738 kaufte laut der Ortschronik Caspar Ernst von Normann, ein Obristwachtmeister vom Rothenburgschen Grenadier-Regiment und Angehöriger eines Uradels auf der Insel Rügen, das Gut Illmersdorf.
Die Familie von Normann ist ein altes pommersch-rügisches Adelsgeschlecht, das erstmals im 13. Jahrhundert im Fürstentum Rügen erwähnt wurde. Vier Jahre nach dem Kauf baute er 1742 anstelle der Gutskapelle eine neue Kirche im Ort.
Unter der Empore der kleinen Kirche ließ er eine Gruft (7,80 × 3,10 × 2,30 m)
für sich und seine Gattin, Johanna Louise, geborene von Barfus, einrichten. Das Allianzwappen beider Familien befindet sich über der Westtür, ein zweites Wappen in der Kirche.
Seine Wappentafel außen an der Westwand trägt die Inschrift: „Durch Gottes Hilfe hat diese Kirche erbauen lassen Caspar Ernst von Normann MDCCXLII Königlich-Preußischer Obristwachtmeiser der Cavallerie“
Nur sechs Jahre nach der Fertigstellung wurde der Erbauer selbst 1748 hier beigesetzt. Im Zeitraum von 1748 bis 1821 wurden die Verstorbenen in insgesamt acht großen und zwei kleinen Särgen hier bestattet. Darin befinden sich elf Mumien: fünf Frauen, drei Männer, zwei Kinder und ein Säugling. Die Schwiegertochter des Erbauers starb bei der Entbindung ihres Kindes und wurde mit dem Säugling zusammen in einem Sarg bestattet.
Alle Leichen wurden mumifiziert, denn die Gruft war gut belüftet und trocken.
Durch eine Maueröffnung konnte der beständige Luftzug die Leichen austrocknen und so mumifizieren, bevor die Fäulnis einsetzte.
1794 erfolgte ein Umbau der Kirche. Eine Inschriftkartusche im Mittelbogen der Westempore oberhalb besagt:

„1794 vom kgl. Preuß. Hauptmann Wilhelm Erdmann v. Normann die Kirche weißen und dieses Chor erbauen lassen.“

Im Jahr 1843 verkaufte die Familie von Normann ihr Rittergut.

### Zeit nach der Familie Normann
Im Jahr 1930 erfolgte eine Sanierung der Kirche. Ursprünglich lagen in den Särgen auch Grabbeigaben, wie ältere Einheimische erzählen. Diese seien jedoch vermutlich spätestens nach dem Zweiten Weltkrieg geplündert worden.
Soldaten der Roten Armee plünderten 1945 die Grabbeigaben und Einwohner konnten verhindern, dass die Särge auf dem Dorfplatz verbrannt wurden.
Zu DDR-Zeiten drohte dem Ort und der Kirche der Abriss für die Erweiterung der Tagebaue des Lausitzer Braunkohlereviers. Deshalb verfiel die Kirche langsam.
Nach der Wende ab 1989 war der Abriss der Ortschaft nicht mehr notwendig und die Kirche wurde ab 1996 für umgerechnet 409.000 Euro saniert.
Bei der Restaurierung der Mumien in der Gruft traten sehr hohe Schimmelpilzkonzentrationen auf.
Im Mai 2001 erhielt die Kirche ein neues Dach.
Im Jahr 2002 wurden Kirche und Gruft wieder eröffnet. Nun können nur noch vier Särge mit fünf Mumien hinter einer Glasscheibe besichtigt werden. Es handelt sich dabei um den Erbauer der Kirche, seinen Sohn, seine Mutter und seine Schwiegertochter mit ihrem toten Säugling.
Die schützende Glasscheibe ermöglicht die Aufrechterhaltung eines gleichmäßigen trockenen Klimas und soll das Eindringen von Pilzen, die die Mumien zerstören könnten, verhindern.
Sechs weitere Särge in der Gruft sind geschlossen, für die Reinigung der Mumien und ihrer farbenprächtigen Festgewänder fehlen der Kirchengemeinde und dem kleinen Ort das Geld.
Im Jahr 2013 besichtigten rund 1500 Besucher die Mumien von Illmersdorf und die denkmalgeschützte Fachwerkkirche.

## Personen in der Mumiengruft
Mehrere mumifizierte Personen sind nicht namentlich bekannt. Nur bei einem der zehn Särge stehen in der Deckelinschrift der Name und die Lebensdaten:

„Allhier ruhet in Gott Frau Caroline Louise von Schönbergs gebohren von Normann geb. den 3ten März 1740 gest. den 17. April 1821. Du wirst uns Unvergesslich sein.“

| Name                         | Geburt | Tod  | Anmerkung |
| ---------------------------- | ------ | ---- | --- |
| Caspar Ernst von Normann     | 1696   | 1748 | Er war der Erbauer der Kirche mit Gruft und zu Lebzeiten ein sehr kräftiger Mann. |
| Ulrike Eleonore von Normann  | 1736   | 1765 | Die geborene von Rieben war die Schwiegertochter des Erbauers. Sie starb bei der Entbindung ihres Kindes (Totgeburt), das an ihrer Seite im Sarg mit bestattet wurde (Nur der Kopf ist zu sehen). Sie ist wahrscheinlich in einem Hochzeitskleid, einem sogenannten „Watteau-Faltenkleid“ (hinten zusammengebunden), bestattet worden. |
| Wilhelm Erdmann von Normann  | 1734   | 1806 | Vierter Sohn des Erbauers, königlich preußischer Rittmeister, Gatte von Ulrike Eleonore von Rieben, Bruder von Caroline Luise von Schönberg; beigesetzt in seiner Uniform, allerdings mit einer Hausmütze, Waffen fehlen (vermutlich geplündert) |
| Caroline Luise von Schönberg | 1740   | 1821 | Die geborene von Normann (* 3. März 1740; † 17. April 1821) war die Tochter des Erbauers. Über ihrem Körper sind Bänder gespannt. Sie wurde im April 1821 beerdigt. Unwahrscheinlich und unbelegt ist die Aussage, dass sie nur scheintot gewesen sein soll und von innen an den Sarg geklopft habe. Ihre Erben – die den Besitz schon unter sich verteilt hatten – hätten sie gefesselt und dann beerdigt. Weitere Erklärungen sind, dass Leichen, die erst nach dem Eintreten der Totenstarre in den Sarg gelegt wurden, oft mit Schnüren zusammengebunden werden mussten, damit sie ordentlich dalagen, oder dass sie schlicht zur Transportsicherung dienten. |
| Johanna Louise von Normann   |        |      | Die geborene von Barfus war die Ehefrau des Erbauers. |
| Juliane Helena von Normann   |        |      | geborene von Rieben |